# Al-Buwajda (Damaszek)
Al-Buwajda (arab. البويضة) – miejscowość w Syrii, w muhafazie Damaszek. W 2004 roku liczyła 8832 mieszkańców.